# Glaucopsyche seminigra
Glaucopsyche seminigra är en fjärilsart som beskrevs av Francis Gard Howarth och Povolny 1976. Glaucopsyche seminigra ingår i släktet Glaucopsyche och familjen juvelvingar. Inga underarter finns listade i Catalogue of Life.